# Classe Courageous (cruzadores de batalha)
A Classe Courageous foi uma classe de cruzadores de batalha operada pela Marinha Real Britânica, composta pelo HMS Courageous, HMS Glorious e HMS Furious. Suas construções começaram em 1915 nos estaleiros da Armstrong Whitworth e Harland and Wolff, sendo lançados ao mar em 1916 e comissionados entre 1916 e 1917. Eles foram projetados como parte do Projeto Báltico, um plano para invadir o litoral báltico alemão na Primeira Guerra Mundial. As embarcações foram pensadas para terem um calado raso o bastante para permitir sua operação no Mar Báltico, sendo originalmente designadas como cruzadores rápidos para contornar proibições de construção de navios.
O Courageous e o Glorious eram armados com uma bateria principal composta por quatro canhões de 381 milímetros, porém o Furious seria armado com dois canhões de 457 milímetros. Tinham um comprimento de fora a fora de 239 metros, boca de 24 até 26 metros, calado de quase oito metros e um deslocamento carregado de mais de 22 mil toneladas. Seus sistemas de propulsão eram compostos por dezoito caldeiras a óleo combustível que alimentavam quatro turbinas a vapor, que por sua vez giravam quatro hélices até uma velocidade máxima de 32 nós (59 quilômetros por hora). Os navios também tinham um cinturão de blindagem entre 51 a 76 milímetros de espessura.
Os dois primeiros navios patrulharam o Mar do Norte, participaram da Segunda Batalha da Angra da Heligolândia em novembro de 1917 e estiveram presentes na rendição da Frota de Alto-Mar em novembro de 1918. O Furious foi modificado durante sua construção, recebendo um canhão na popa e tendo sua proa reconstruída para acomodar um hangar e uma plataforma de lançamento de aeronaves no lugar da torre de artilharia dianteira. A arma traseira foi removida pouco depois e outro convés de voo adicionado, com suas aeronaves atacando zepelins alemães em julho de 1918. Os três foram tirados de serviço em 1919 e convertidos em porta-aviões da Classe Courageous.